# Dorfkirche Groß Schwarzlosen

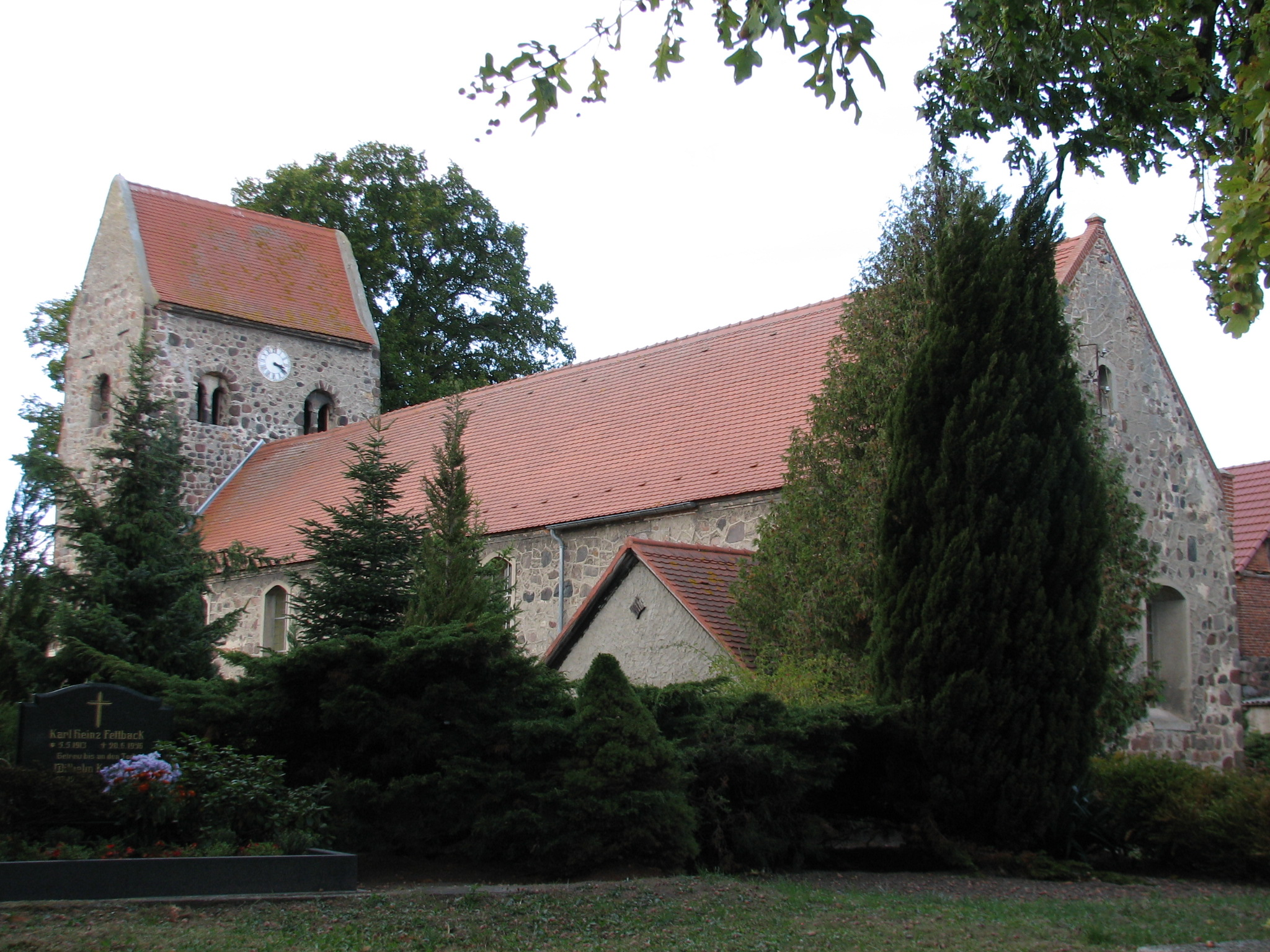
Dorfkirche Groß Schwarzlosen

Die evangelische Dorfkirche Groß Schwarzlosen (ehemals St. Stephanus, Odilla und Apollonia) ist eine romanische Saalkirche im Ortsteil Groß Schwarzlosen der Gemeinde Tangerhütte im Landkreis Stendal in Sachsen-Anhalt. Sie gehört zum Pfarrbereich Lüderitz im Kirchenkreis Stendal der Evangelischen Kirche in Mitteldeutschland (EKMD).

## Geschichte und Architektur
Die langgestreckte romanische Saalkirche aus Feldstein ist ein Bauwerk aus der Zeit um 1200 mit einem Westquerturm des 13. Jahrhunderts, der mit einem Satteldach geschlossen ist. Im Glockengeschoss sind gepaarte rundbogige Schallöffnungen erhalten, in den östlichen noch mit den ursprünglichen Granitsäulchen mit Würfelkapitellen. Das Schiff wurde vermutlich gegen Ende des 15. Jahrhunderts verlängert. Die großen stichbogigen Fenster stammen von einem Umbau im Jahr 1706; dieses Datum ist in einer Inschrift am Altar zu lesen. Aus romanischer Zeit stammen das rundbogige Südportal und zwei vermauerte Rundbogenfenster an der Nordseite. Eine spätgotische Holztür mit reichen eisernen Beschlägen in vegetabilen Formen ist im Südportal erhalten. An der Südseite befindet sich ein frühneuzeitlicher Gruftanbau. Der Turm ist innen mit einer gemauerten Längstonne aus Findlingen geschlossen. Das Innere ist mit einer Holzbalkendecke geschlossen. An den Wänden sind noch Reste gotischer Wandmalerei unter der Tünche erhalten. Eine spätgotische Sakramentsnische ist in die Ostwand eingelassen.

## Ausstattung
Der reich geschnitzte Altaraufsatz stammt aus dem Jahr 1714; im Zentrum ist zwischen vier gedrehten Säulen und Akanthuswangen die Figur des gekreuzigten eucharistischen Christus aufgestellt; als Bekrönung ist der Auferstandene und in der Predella ein handwerkliches Abendmahlsgemälde zu sehen. Die künstlerisch wertvolle Kanzel aus dem Jahr 1708 wird von einer Mosesfigur getragen, ist mit reicher Akanthusschnitzerei verziert und zeigt auf dem kronenenartigen Schalldeckel Engel mit Wappenschilden und an der Rückwand einen Kruzifixus. Von einem spätgotischen Taufstein ist die Achteckkuppa erhalten. In der Turmhalle sind zwei Rittergrabsteine für Gebhard von Borstel († 1584) und eines gleichnamigen Familienmitglieds († 1592) aufbewahrt; beide sind mit Hochreliefs zwischen Rundbogennischen gestaltet. Drei mittelalterliche Bronzeglocken sind erhalten; eine zuckerhutförmige aus der zweiten Hälfte des 12. Jahrhunderts ähnlich der in der Kirche von Walbeck, die als die älteste Glocke der Altmark gilt, Ihre Fertigungsweise ist ein Indiz dafür, dass die Glockengießer zu dieser Zeit sowohl den Guss als Zuckerhutform als auch im Wachsausschmelzverfahren (wie bei der Dorfkirche Vahrholz) beherrschten. Zum Geläut gehören außerdem eine Glocke von 1415 und eine aus der zweiten Hälfte des 14. Jahrhunderts.
Die Orgel aus dem Jahre 1820 wurde von 1929 bis 1931 wiederhergestellt.
Zum Kirchhof führt ein großes rundbogiges Friedhofsportal in Backstein aus dem 15. Jahrhundert.